# Massimo Bottura
Massimo Bottura (30 de septiembre de 1962 en Módena) es un chef italiano. Es conocido por ser el chef propietario de Osteria Francescana, un restaurante de tres estrellas Michelin, ubicado en Módena, Italia.

## Biografía
El 19 de marzo de 1995 Bottura abrió Osteria Francescana en el centro medieval de la ciudad de Módena. Su concepto era yuxtaponer tradición culinaria y la innovación con el arte y diseño contemporáneo.
Bottura luego pasó un verano en El Bulli con Ferran Adrià, que le animó a seguir empujando los límites y reescribir los cánones tradicionales con su cocina.

## Juventud e inicios de su carrera
Nacido y criado en Modena, en la región italiana de Emilia Romagna, Bottura desarrolló un interés por la cocina desde muy joven después de ver a su madre, abuela y tía en la cocina preparando comidas familiares. Trabajó con Lidia Cristoni durante su interinato de la mano del chef Georges Coigny, hasta 1994 cuando parte a Monte Carlo para trabajar en Le Louis XV de la mano del chef Alain Ducasse, quien lo habría invitado a formar parte de su equipo tras visitar Trattoria del Campazzo, el primer restaurante que había abierto Bottura. En 2020 ganó un premio Webby Special Achievement Award 2020.

### Osteria Francescana
En 2012, Osteria Francescana fue galardonado con su tercera estrella Michelin, posteriormente habría sido clasificado en el top 5 en The World's 50 Best Restaurants Awards y recibido una calificación superior de ESPRESSO, Gambero Rosso y los guías Touring Club. Para el 2015, habría sido clasificada como el segundo mejor restaurante del mundo en los premios The World's 50 Best Restaurants Awards de S.Pellegrino. Finalmente, en 2016 recibió el galardón al mejor restaurante del mundo en la misma lista, bajando a la 2.ª posición para el año 2017. Tras una renovación de platillos, volvió a la clasificación No. 1 en los 50 mejores restaurantes del mundo en 2018.
Bottura y Osteria Francescana aparecieron en el episodio uno de la primera temporada de la serie de Netflix "Chef's Table" en 2015.

## Altruismo
Después de ganar por primera vez los 50 mejores restaurantes en 2016, Bottura anunció que el refettorio que había establecido en Milán el año anterior continuaría y pasó a formar la fundación cultural Food for Soul.
En junio de 2020, firmó junto con otros chefs, arquitectos, premios Nobel de Economía y líderes de organizaciones internacionales el llamamiento a favor de la economía púrpura («Por un renacimiento cultural de la economía»), publicado en El País, Corriere della Sera y Le Monde.